# Neo geo (album)
Pour les articles homonymes, voir Neo-Geo.
Albums de Ryuichi Sakamoto
Media Bahn Live
(1986) Le Dernier Empereur (album)
(1987)

Neo Geo est un album de musique de Ryuichi Sakamoto sorti en 1987. Le terme « neo geo », ou « nouveau monde », a été créé par Sakamoto lui-même pour décrire la diversité musicale mondiale en termes de genre (à l'instar de la Musiques du monde et du world beat).
Le titre « Risky » avec Iggy Pop au chant est sorti en single avec un autre titre de Neo Geo « After All » en face B. Le clip de "Risky" a été réalisé par Meiert Avis et a été publié en deux versions différentes pour accompagner les versions 7" et 12" de la chanson.
L'album musical a été réédité en 1990 et en 2009 avec deux versions de Risky.

## Liste des morceaux
| No | Titre                           | Durée |
| -- | ------------------------------- | ----- |
| 1. | Before Long                     | 1:20  |
| 2. | Neo Geo                         | 5:08  |
| 3. | Risky                           | 5:26  |
| 4. | Free Trading                    | 5:28  |
| 5. | Shogunade                       | 4:32  |
| 6. | Parata                          | 4:21  |
| 7. | Okinawa Song (Chin Nuku Juushi) | 5:19  |
| 8. | After All                       | 3:08  |

## Musiciens
- Ryuichi Sakamoto – clavier, piano, ordinateur
- Yukio Tsuji – shakuhachi, gayageum
- Iggy Pop – chant (3)
- Kazumi Tamaki – chant
- Misako Koja – chant
- Yoriko Ganeko – chant
- Junemei Wu – voix
- Bill Laswell – basse
- David Van Tieghem – percussions
- Bootsy Collins – basse
- William "Bootsy" Collins – basse
- Emmett Chapman – Chapman stick
- Tony Williams – batterie
- Sly Dunbar – batterie
- Eddie Martinez – Guitare à 12 cordes
- Harry Kubota – guitare
- Lucia Hwong – pipa

## Production
- Jason Corsaro – mixage
- Clive Smith – programmeur (synthétiseur, Fairlight CMI)
- Hiro Sugawara – programmeur (synthétiseur, Fairlight CMI)
- Masa Sekijima – programmeur (synthétiseur, Fairlight CMI)
- Jeff Bova – programmeur (synthétiseur)